# Айзенберг (Алльгой)
Айзенберг (нем. Eisenberg) — община в Германии, в земле Бавария.
Подчиняется административному округу Швабия. Входит в состав района Восточный Алльгой. Население составляет 1167 человек (на 31 декабря 2010 года). Занимает площадь 13,63 км².